# Булка (река)
Булка — река в Тарском районе Омской области России. Длина реки составляет 10 км.
Начинается в осиново-берёзовом лесу. Течёт по заболоченной, поросшей лесом, долине в северо-восточном направлении мимо урочища Булка. В нижнем течении с обеих сторон принимает по одному безымянному притоку. Устье реки находится в 35 км по левому берегу реки Кыртовка.

## Данные водного реестра
По данным государственного водного реестра России относится к Иртышскому бассейновому округу, водохозяйственный участок реки — Иртыш от впадения реки Омь до впадения реки Ишим, без реки Оша, речной подбассейн реки — бассейны притоков Иртыша до впадения Ишима. Речной бассейн реки — Иртыш.